# Olesja Zykina
Olesja Nikolaevna Zykina (in russo Олеся Николаевна Зыкина?; Kaluga, 7 ottobre 1980) è una velocista russa, specializzata nei 400 metri piani.
Si è dimostrata anche una staffettista di alto livello, guadagnandosi la medaglia d'argento alle Olimpiadi del 2004 nella staffetta 4×400 metri, ma anche medaglie d'oro ai Mondiali del 2005 e ai Mondiali indoor del 2001, del 2003 e del 2008.

## Palmarès
| Anno | Manifestazione    | Sede       | Evento      | Risultato | Prestazione | Note                                     |
| ---- | ----------------- | ---------- | ----------- | --------- | ----------- | ---------------------------------------- |
| 1998 | Mondiali juniores | Annecy     | 100 m piani | 8ª        | 11"88       |                                          |
| 1998 | Mondiali juniores | Annecy     | 4×400 m     | Argento   | 3'32"35     |                                          |
| 2000 | Europei indoor    | Gand       | 4×400 m     | Oro       | 3'32"53     |                                          |
| 2000 | Giochi olimpici   | Sydney     | 4×400 m     | Bronzo    | 3'23"46     |                                          |
| 2001 | Mondiali indoor   | Lisbona    | 400 m piani | Bronzo    | 51"71       |                                          |
| 2001 | Mondiali indoor   | Lisbona    | 4×400 m     | Oro       | 3'30"00     |                                          |
| 2001 | Mondiali          | Edmonton   | 400 m piani | 6ª        | 50"93       |                                          |
| 2001 | Mondiali          | Edmonton   | 4×400 m     | Bronzo    | 3'24"92     |                                          |
| 2002 | Europei           | Monaco     | 400 m piani | Oro       | 50"45       |                                          |
| 2002 | Europei           | Monaco     | 4×400 m     | Argento   | 3'25"59     |                                          |
| 2003 | Mondiali indoor   | Birmingham | 4×400 m     | Oro       | 3'28"45     |                                          |
| 2003 | Mondiali          | Parigi     | 400 m piani | 6ª        | 50"59       |                                          |
| 2003 | Mondiali          | Parigi     | 4×400 m     | Argento   | 3'22"91     | Miglior prestazione personale stagionale |
| 2004 | Mondiali indoor   | Budapest   | 4×400 m     | Oro       | 3'23"88     |                                          |
| 2004 | Giochi olimpici   | Atene      | 4×400 m     | Argento   | 3'20"16     |                                          |
| 2005 | Mondiali          | Helsinki   | 400 m piani | 6ª        | 51"24       |                                          |
| 2005 | Mondiali          | Helsinki   | 4×400 m     | Oro       | 3'20"95     |                                          |
| 2007 | Europei indoor    | Birmingham | 400 m piani | Bronzo    | 51"69       |                                          |
| 2007 | Europei indoor    | Birmingham | 4×400 m     | Argento   | 3'28"16     |                                          |
| 2008 | Mondiali indoor   | Valencia   | 400 m piani | Oro       | 51"09       | Miglior prestazione mondiale stagionale  |
| 2008 | Mondiali indoor   | Valencia   | 4×400 m     | Oro       | 3'28"17     | Miglior prestazione mondiale stagionale  |

## Altre competizioni internazionali
2000
- Coppa Europa di atletica leggera ( Gateshead)

2002
- Coppa Europa di atletica leggera ( Annecy)
- Bronzo in Coppa del mondo ( Madrid), 400 metri - 50"67

2003
- 5ª alle IAAF World Athletics Final ( Monaco), 400 metri - 51"81